# Хобарт, Перси
Сэр Перси Клегхорн Стэнли Хобарт (англ. Sir Percy Cleghorn Stanley Hobart; 14 июня 1885 — 19 февраля 1957) — генерал-майор Британской Армии, военный инженер, командующий 79-й бронетанковой дивизии во время Второй Мировой войны. Стал известен как разработчик специализированных бронированных военных машин, прозванных «Игрушками Хобарта» (англ. Hobart’s Funnies). Эти специализированные машины активно использовались в ходе Нормандской операции.

## Биография
Родился в индийском Найнитале в 1885 году. С юных лет проявлял интерес к живописи, церковной архитектуре, литературе. Обучался в Королевской военной академии в Вулриче, получив офицерское звание. Затем служил в Индии, Месопотамии. Участвовал в Первой мировой войне, участвовав в сражениях во Франции и Месопотамии.
В начале 1920-х Перси Хобарт увлёкся танками, поступил добровольцем в Королевский танковый корпус и уже через несколько лет стал признанным специалистом в области бронетехники.

## Награды и титулы
В 1943 году Перси Хобарта произвели в рыцари ордена Британской империи. После войны он был награждён американским орденом «Легион почёта». За время своей карьеры Хобарт также стал кавалером ордена Бани, а за свои действия во время Первой мировой войны получил орден «За выдающиеся заслуги» и Военный крест.
Членство в рыцарском ордене (Орден Британской империи) позволило Хобарту носить титул «сэр».